# Cầu được ước thấy
Cầu được ước thấy (Tiếng Anh: Absolutely Anything) là một bộ phim hài khoa học viễn tưởng nước Anh được làm vào năm 2015 của đạo diễn Terry Jones và biên kịch Jones và Gavin Scott. Phim có sự tham gia của Simon Pegg, Kate Beckinsale, Sanjeev Bhaskar, Rob Riggle, Eddie Izzard vad Joanna Lumley.

## Phân vai
- Simon Pegg vai Neil Clarke[4]
- Kate Beckinsale vai Catherine[4]
- Sanjeev Bhaskar vai	Ray[4]
- Rob Riggle vai Grant [4]
- Robert Bathurst vai James Cleverill
- Eddie Izzard vai The Headmaster[4]
- Joanna Lumley vai Fenella[4]
- Emma Pierson vai Miss Pringle
- Meera Syal vai Fiona
- Michael Palin vai Kindly Alien[4]
- Terry Jones vai Scientist Alien/Truck Driver[4]
- Terry Gilliam vai Nasty Alien[4]
- John Cleese vai Chief Alien[4]
- Eric Idle vai Salubrious Gat[5]
- Robin Williams vai Dennis the Dog[4]